# Kävlingeån
Kävlingeån (Kævlinge Å) er en å i Skåne. Den 55 km lange å er en af Skånes tre største åer. Kävlingeån begynder midt i Skåne ved Vombsjön. Herfra løber den mod vest mod Øresund. Åen er, ligesom de andre åer på den skånske vestkyst, kendt som et godt gedde- og aborrevand. 
Lige før åen munder ud i Øresund, skifter den navn fra Kävlingeån til Lödde å (Lødde Å). Området ved mundingen er et naturreservat.
55°43′45″N 12°59′45″Ø / 55.72917°N 12.99583°Ø